# Zaljutnica
Zaljutnica (cyr. Заљутница) – wieś w Czarnogórze, w gminie Nikšić. W 2011 roku liczyła 13 mieszkańców.